# Dieci minuti
Pour plus de détails, voir Fiche technique et Distribution.
Dieci minuti est un film dramatique italien réalisé par Maria Sole Tognazzi et sorti en 2024.
Il s'agit d'une adaptation du roman Dix minutes par jour (Per dieci minuti, 2013) de Chiara Gamberale.

## Synopsis
Bianca, en pleine crise existentielle, décide de s'adresser à un psychothérapeute qui demandera à sa patiente de consacrer chaque jour dix minutes de son temps à quelque chose qu'elle n'a jamais fait.

## Fiche technique
- Titre original italien : Dieci minuti[1]
- Réalisation : Maria Sole Tognazzi
- Scénario : Maria Sole Tognazzi, Francesca Archibugi d'après le roman Dix minutes par jour (Per dieci minuti) de Chiara Gamberale paru en 2013[2].
- Photographie : Luigi Martinucci (it)
- Montage : Chiara Griziotti
- Musique : Andrea Farri (it)
- Décors : Giada Calabria
- Production : Ferdinando Bonifazi, Marco Cohen, Fabrizio Donvito, Kim Gualino, Benedetto Habib, Daniel Campos Pavoncelli
- Sociétés de production : Indiana Production (it)
- Pays de production :  Italie
- Langue originale : italien
- Format : couleurs
- Durée : 102 minutes
- Genre : drame
- Dates de sortie :
  - Italie : 25 janvier 2024

## Distribution
- Barbara Ronchi : Bianca Bevilacqua
- Fotinì Peluso : Jasmine Meola
- Margherita Buy : Dr. Brabanti
- Alessandro Tedeschi : Niccolò
- Anna Ferruzzo : Mère Bianca
- Marcello Mazzarella : père Bianca
- Mattia Garaci : Lorenzo
- Barbara Chichiarelli : Gloria
- Matteo Cecchi : Zulli
- Alessia Spinelli : Marisa

## Production
Librement inspiré du roman Per 10 minuti de Chiara Gamberale, le film a été réalisé par Maria Sole Tognazzi,. Le sujet et le scénario ont été écrits par Tognazzi elle-même et Francesca Archibugi,. Dans une interview accordée au Hollywood Reporter Roma, Tognazzi a parlé de l'importance du film et du processus d'adaptation du roman, ainsi que de l'aspect biographique du travail de la réalisatrice avec Archibugi :
« Quando è arrivata la proposta di adattare Dieci minuti abbiamo accettato, mettendoci alla scrittura insieme. In fase di scrittura la prima cosa che si comincia a fare è parlare. [...] Si comincia anche a parlare tanto di sé. Durante queste conversazioni è nato il personaggio di Jasmine, che nel romanzo non esiste, in cui ho rimesso un po’ della mia storia. [...] A parte i romanzi della serie tv Petra, ho sempre scritto i miei film. Era la prima volta che mi cimentavo in un adattamento. Per questa ragione avevo bisogno di poter mettere le mani sulla storia, di inventare e aggiungere. Ovviamente ho chiesto il permesso a Chiara Gamberale, che mi ha risposto: fa quello che vuoi, il libro è il mio, ma il film è tuo. E lo è diventato totalmente. »
— Maria Sole Tognazzi

« Lorsque l'idée d'adapter Dieci minuti s'est présentée, nous avons accepté et commencé à écrire ensemble. Quand on écrit, la première chose que l'on fait, c'est parler. [...] On commence aussi à parler beaucoup de soi. C'est au cours de ces conversations qu'est né le personnage de Jasmine, qui n'existe pas dans le roman, et dans lequel j'ai mis un peu de mon histoire. [...] Outre les intrigues de la série télévisée Petra, j'ai toujours écrit mes propres films. C'était la première fois que je m'essayais à une adaptation. C'est pourquoi j'avais besoin de mettre la main sur l'histoire, d'inventer et d'ajouter. J'ai évidemment demandé la permission à Chiara Gamberale, qui m'a dit : fais ce que tu veux, le livre est à moi, mais le film est à toi. Et c'est ce qui s'est passé. »